# Coenosia azorica
Coenosia azorica este o specie de muște din genul Coenosia, familia Muscidae, descrisă de Tiensuu în anul 1945. Conform Catalogue of Life specia Coenosia azorica nu are subspecii cunoscute.